# Hypocladia
Hypocladia is een geslacht van vlinders van de familie spinneruilen (Erebidae), uit de onderfamilie Arctiinae.

## Soorten
- H. calita Dognin, 1911
- H. elongata Druce, 1905
- H. militaris Butler, 1877
- H. parcipuncta Hampson, 1909
- H. restricta Hampson, 1901